# أنس لهوير العلمي
أنس  لهوير العلمي (مواليد 8 مارس 1968، الرباط) هو رجل أعمال مغربي. تم تعيينه في 13 يونيو 2009 على رأس صندوق الإيداع والتدبير من قبل الملك محمد السادس. في نوفمبر 2014، تم تعليقه من منصبه على خلفية اختلالات هيكلية شابت مشروع إنجاز مدينة بادس بالحسيمة.

## مسيرته
في عام 1990، حصل على دبلوم الهندسة من المدرسة المحمدية للمهندسين في الرباط. بعد قضائه سنة في شركة الهندسة والإدارة، غادر المغرب في عام 1991 إلى الولايات المتحدة حيث حصل في عام 1993 على درجة ماجستير إدارة الأعمال تخصص الشؤون المالية والدولية في مدرسة ستيرن الأعمال من جامعة نيويورك. 
في عام 2005، تم تعيينه رئيسًا للمجلس الإشرافي لشركة بورصة الدار البيضاء (SBVC).
في 15 فبراير 2006، تم تعيينه الرئيس التنفيذي لشركة بريد المغرب من قبل الملك محمد السادس.
في 13 يونيو 2009 ، تم تعيينه مديرا إداريا لصندوق الإيداع والتدبير من قبل الملك محمد السادس.
```
ترأس العلمي أيضًا الاتحاد العربي العام للتأمين من عام 2012 إلى عام 2014، وهو الآن نائب الرئي
```

أصدرت غرفة الجنايات الابتدائية المكلفة بجرائم الأموال بمحكمة الاستئناف بالرباط حكما بسنة حبسا نافذا في حق أناس العلمي هوير، المدير العام السابق لصندوق الإيداع والتدبير.